# Afrikai tulipánfa

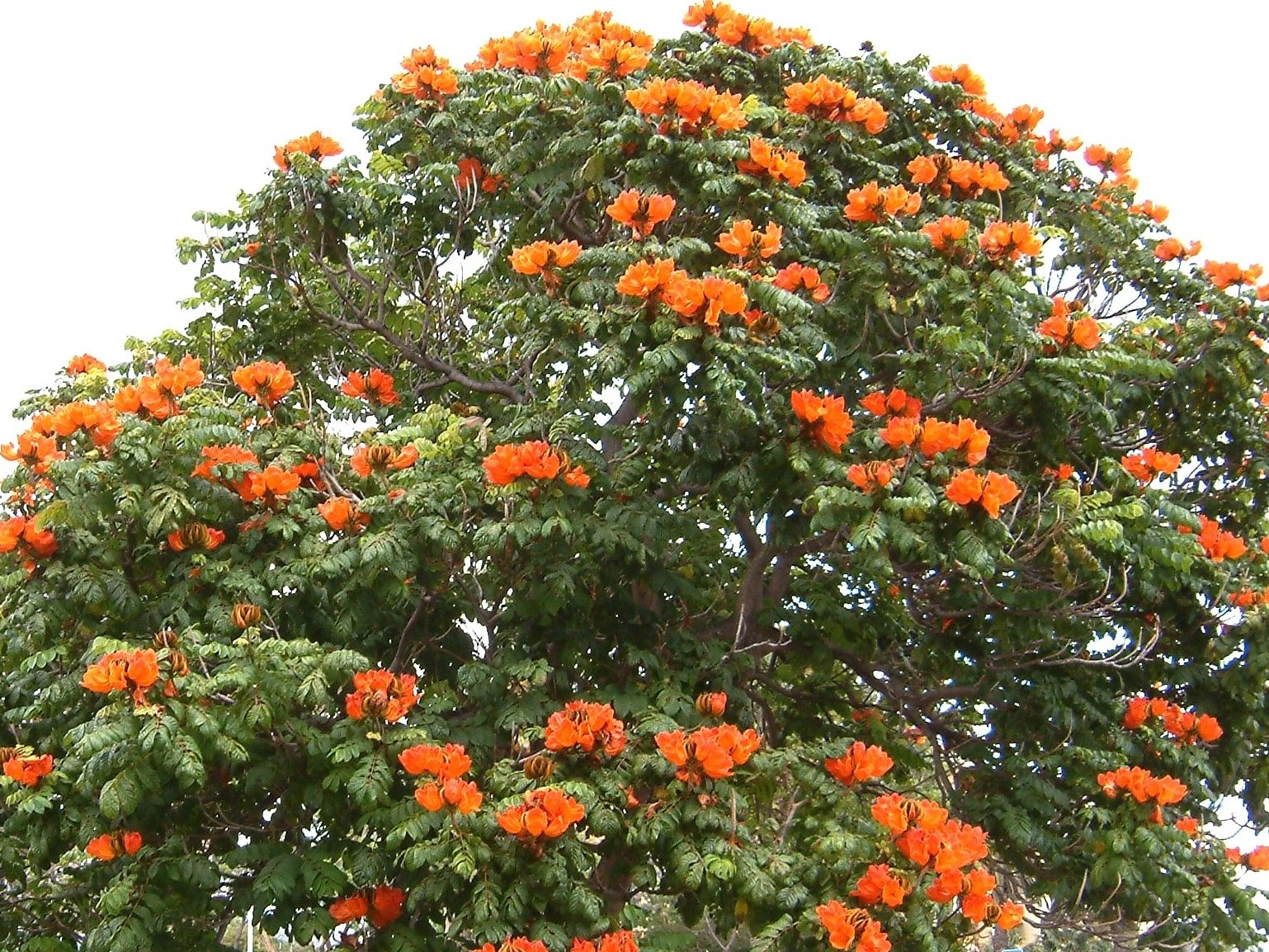
Virágzó afrikai tulipánfa (Madeira, Funchal)

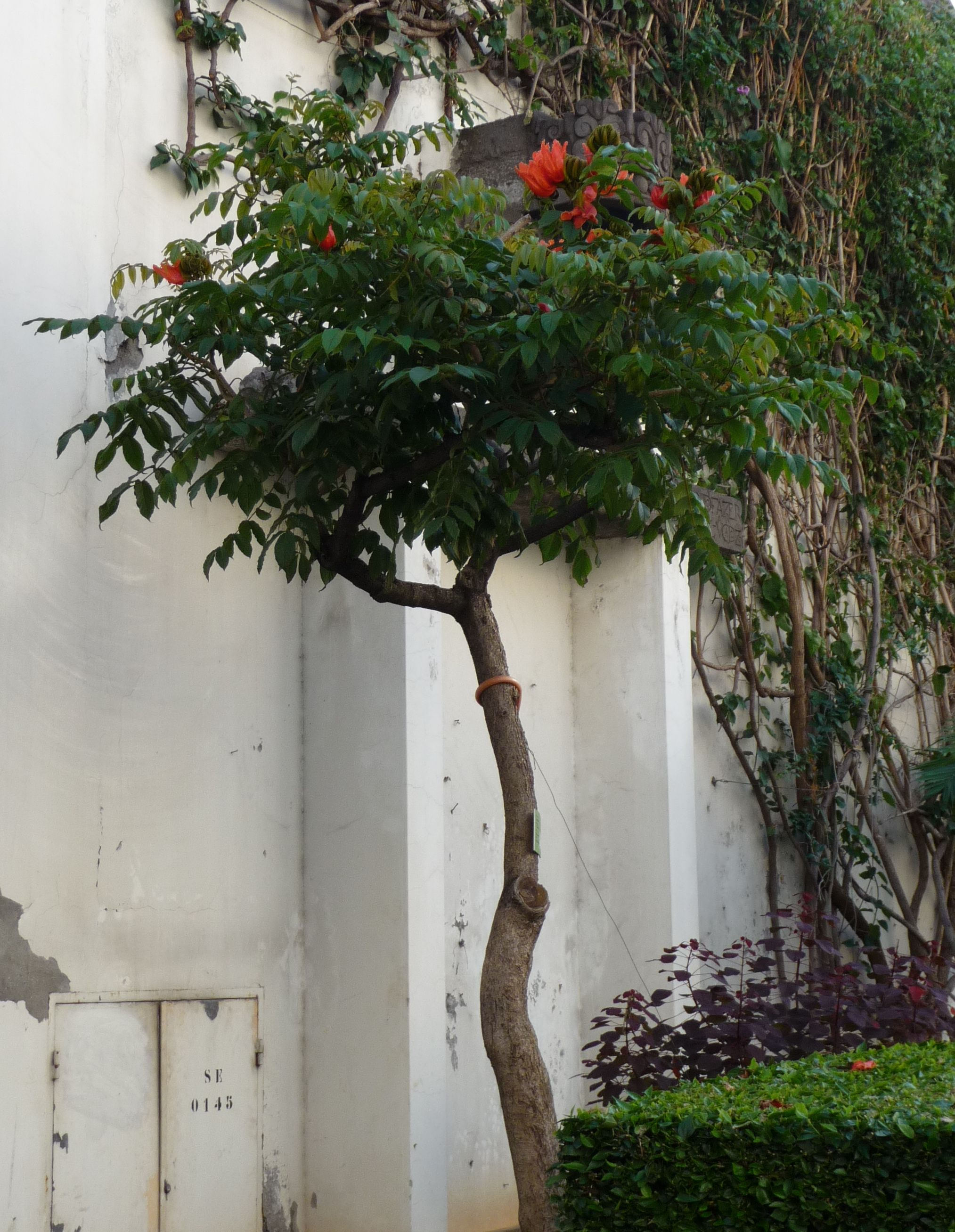
Virágzó afrikai tulipánfa (Madeira, Funchal)

Az afrikai tulipánfa (Spathodea campanulata)  a kétszikűek (Magnoliopsida) osztályának az ajakosvirágúak (Lamiales) rendjéhez, ezen belül a szivarfafélék (Bignoniaceae) családjához tartozó Spathodea nemzetség egyetlen faja.
A nemzetség korábban elkülönített egyéb fajait:
- Spathodea fenzliana,
- Spathodea hispida,
- Spathodea mollis,
- Spathodea uncata
- Spathodea uncinata

a Dolichandra uncata fajba vonták össze.

## Származása, elterjedése
Eredeti hazája Uganda szavannás vidéke. Dísznövényként ültetik a legtöbb trópusi, illetve szubtrópusi éghajlatú vidéken:
- Hawaii-szigetek,
- Madeira (a sziget déli oldalának parti sávjában, 200 m magasságig).
- Kanári-szigetek Gran Canaria szigetén utcasorfának.

## Megjelenése
Eredeti termőhelyén mintegy 25–30 m magasra növő fa.
Sötétzöld, szárnyalt leveleit finom szőrök borítják.
Narancssárgától a tűzpirosig változó színű virágai a tulipánéra emlékeztetnek, erről kapta a nevét. A virágok kerek koronában az ágvégeken nyílnak; szirmaikat vékony aranysárga csík szegélyezi.

## Életmódja
Eredeti termőhelyén a száraz évszakra lehullatja leveleit; nedvesebb éghajlatú vidékeken örökzöld. Virágai egész évben nyílnak; a külső bimbók korábban, mint a belsők. Szárnyas magvait a szél terjeszti. Gyorsan nő. Fiatal korában a nedves talajt, a párás levegőt kedveli, az idősebb példányok egyáltalán nem kényesek. Fagyérzékeny.
Eredeti termőhelyén madarak porozzák be; a más vidékekre betelepített példányok gyakran beporzó faj nélkül maradnak. Ahol megfelelő éghajlatot és beporzó fajt talál magának, könnyen veszélyes özönnövénnyé válhat.

## Alfajai
- Spathodea campanulata ssp. campanulata
- Spathodea campanulata ssp. congolana
- Spathodea campanulata ssp. nilotica

## Felhasználása
Csak dísznövényként használatos. Fája nehezen munkálható.